# IC 4614
IC 4614 ist eine Spiralgalaxie mit aktivem Galaxienkern vom Hubble-Typ Sc im Sternbild Herkules. Sie ist schätzungsweise 447 Millionen Lichtjahre von der Milchstraße entfernt und hat einen Durchmesser von etwa 100.000 Lichtjahren.

Im selben Himmelsareal befinden sich u. a. die Galaxien NGC 6196, NGC 6197, IC 4615, IC 4616.
Das Objekt wurde am 28. Juni 1895 von Guillaume Bigourdan entdeckt.